# Encyclia maravalensis
Encyclia maravalensis är en orkidéart som beskrevs av Carl Leslie Withner. Encyclia maravalensis ingår i släktet Encyclia och familjen orkidéer. Inga underarter finns listade i Catalogue of Life.